# 뫼들링군

뫼들링군의 위치

뫼들링군(독일어: Bezirk Mödling)은 오스트리아 니더외스터라이히주에 위치한 군으로 행정 중심지는 뫼들링이며 면적은 276.99km2, 인구는 121,039명(2023년 기준), 인구 밀도는 437명/km2이다. 북쪽으로는 빈, 동쪽으로는 브루크안데어라이타군, 남쪽으로는 바덴군과 접한다.

## 하위 행정 구역
1개 도시, 12개 시장도시, 7개 일반 시를 관할한다.
- 도시
  - 뫼들링(Mödling)
- 시장도시
  - 비더만스도르프(Biedermannsdorf)
  - 브라이텐푸르트바이빈(Breitenfurt bei Wien)
  - 브룬암게비르게(Brunn am Gebirge)
  - 굼폴츠키르헨(Gumpoldskirchen)
  - 군트람스도르프(Guntramsdorf)
  - 힌터브륄(Hinterbrühl)
  - 칼텐로이트게벤(Kaltenleutgeben)
  - 락센부르크(Laxenburg)
  - 마리아엔처스도르프(Maria Enzersdorf)
  - 페르히톨츠도르프(Perchtoldsdorf)
  - 푀젠도르프(Vösendorf)
  - 비너노이도르프(Wiener Neudorf)
- 일반 시
  - 아하우(Achau)
  - 가덴(Gaaden)
  - 기스휘블(Gießhübl)
  - 헤너스도르프(Hennersdorf)
  - 라프임발데(Laab im Walde)
  - 뮌헨도르프(Münchendorf)
  - 비너발트(Wienerwald)